# Кузница (организация)
Ассоциация «Кузница» (пол. Stowarzyszenie „Kuźnica”), ранее Клуб творцов и деятелей культуры «Кузница» (пол. Klub Twórców i Działaczy Kultury „Kuźnica”), Центр культуры Краковская Кузница (пол. Ośrodek Kultury Krakowska Kuźnica) — польская организация левых интеллектуалов, видных учёных и деятелей культуры. Создана в Кракове в 1975 при активном участии воеводского комитета ПОРП. Генерировала интеллектуальные, культурные, политические идеи, формулировала проекты демократических преобразований в ПНР. Поддерживала «либеральное» реформаторское крыло правящей компартии, выступала за диалог с Солидарностью. Причислялась к «горизонтальным структурам», противостояла сталинистскому «партийому бетону». Во время военного положения принуждена к самороспуску и преобразована в городской культурный центр. Восстановлена как всепольская ассоциация в 1989. В современной Польше — небольшая культурно-политическая организация левой интеллигенции.

## Предыстория
Истоки «Кузницы» восходят к началу 1970-х, когда рабочие протесты, подавленные военным насилием, отставка Владислава Гомулки, новый курс Эдварда Герека побудили польскую интеллигенцию к размышлениям об обновлении и демократизации социализма. Особое положение при этом сложилось в Кракове, где традиционно влиятельна гуманитарная интеллигенция, а воеводская организация правящей компартии ПОРП отличалась «либеральным уклоном». В феврале 1971 первым секретарём Краковского воеводского комитета стал реформаторски настроенный Юзеф Класа — сторонник идей ранней «гомулковской оттепели» и «польского пути к социализму».
В октябре 1971 Класа организовал в Вавеле конференцию деятелей культуры. Она стала крупным общественным событием. Известный писатель и публицист Тадеуш Голуй — ветеран войны 1939, узник Освенцима и участник подпольного сопротивления — предложил создать в Кракове клуб творческой интеллигенции: «для свободных дискуссий партийных организаций и культурных объединений». В инициативу активно включились поэт Тадеуш Новак, социолог и филолог Хиероним Кубяк, историк литературы Збигнев Сятковский, этнограф-фольклорист Адам Огожалек, писатель Рышард Капущинский, философ Богдан Суходольский, историк дипломатии Рышард Фрелек, театровед Ян Щепаньский (сын поэта Людвига Щепаньского), сценарист Тадеуш Квятковский, актёр Кшиштоф Ясиньский (муж Марыли Родович), литературовед Янина Дзерновская, писательница Дорота Тераковская, скульптор Винценты Кучма, художник Анджей Питч, тележурналист Анджей Урбаньчик, экономист Ежи Хауснер, десятки других видных деятелей. Из Варшавы выразили поддержку кинорежиссёр Анджей Вайда, депутат сейма ПНР Эдмунд Османьчик, идею одобрил председатель Госсовета ПНР Генрик Яблоньский.
Среди инициаторов были имена всепольской и даже всемирной известности. Однако не меньшую (как минимум) роль играли партийные функционеры из аппарата Класы. Весной 1974 проект был утверждён воеводским комитетом, последовало партийное распоряжение выделить для создаваемого клуба финансирование, помещение и штат технических сотрудников. Организационную часть подготовил второй секретарь воеводского комитета Анджей Чиж, программную основу — секретарь по пропаганде Ян Бронек. Видными членами парторганизации были учредители-журналисты Збигнев Регуцкий и Мацей Шумовский (отец Малгожаты Шумовской). Сопротивление консерваторов помогли преодолеть секретарь ЦК ПОРП Винценты Краско, вице-премьер и министр культуры ПНР Юзеф Тейхма, заведующий отделом культуры ЦК Люциан Мотыка.
Воеводский комитет ПОРП развивал свою версию «герековского либерализма» и к тому же стремился создать «светский общественный противовес» влиянию Краковской католической архиепархии. Со своей стороны, краковская интеллигенция искала организационную форму для выражения идей демократического социализма. Такой структурой стал Клуб творцов и деятелей культуры «Кузница».

## Период Клуба: очаг «либерализма» (1975—1983)

### 1970-е
Дата учреждения «Кузницы» разнится по источникам (это связано с тогдашними процедурными согласованиями). Обычно называется 28 апреля 1975, через три недели после соответствующей директивы воеводского комитета ПОРП. Первоучредителями выступили, с одной стороны — Тадеуш Голуй, Збигнев Сятковский, Адам Огожалек; с другой — Ян Бронек, Анджей Чиж, руководитель государственного издательства Wydawnictwo Literackie, бывший первый секретарь Краковского городского комитета и инспектор ЦК ПОРП Анджей Курц.
В уставе «Кузницы» говорилось о «добровольном объединении творцов и деятелей культуры — членов ПОРП и беспартийных, стоящих на основе марксистско-ленинской идеологии». Задачей было названо «распространение идейно-политической линии, вытекающей из этой идеологии, создание площадки постоянного контакта творческих кругов Кракова с партийным активом». Оговаривалось сотрудничество с Высшей школой общественных наук при ЦК ПОРП и Университетом марксизма-ленинизма при Краковском воеводском комитете.
«Кузница» являлась подчёркнуто элитарной организацией. В клуб принимались представители статусной интеллигенции и партийного аппарата. К концу 1975 в «Кузнице» состояли 154 человека, к 1980 — 264: в основном литераторы, художники, актёры, музыканты, представители профессорско-преподавательского состава. Первым председателем стал Голуй, его заместителями — Сятковский и Огужалек, секретарём — Питч.
Первое время «Кузница» воспринималась как филиал партаппарата. Отдел идейно-воспитательной работы Краковского комитета ПОРП характеризовал создание «Кузницы» как «очень правильный шаг, полезный с точки зрения интересов партии и социалистической культуры». Структура использовалась властями как своего рода «предохранительный клапан» и канал для изучения настроений интеллигенции. Это вызывало настороженность краковской общественности. Но относительно свободные дискуссии, смелая по меркам 1970-х постановка острых вопросов изменили отношение. Десятки мероприятий «Кузницы» — культурно-политические дискуссии, авторские вечера, послепремьерные театральные встречи — становились резонансными событиями. Участники этих собраний обращались к идеям «оттепели» середины 1950-х, говорили о расширении творческих и косвенным образом гражданских свобод.
Во второй половине 1970-х, особенно после подавления забастовок 1976, прежний герековский «либерализм» вытеснялся «пропагандой успехов» и ужесточением партийно-идеологического контроля. Высшее партийное руководство перестало одобрять краковские «вольности». В мае 1975 Юзеф Класа был снят с партийного поста и отправлен послом в Мексику. Однако новым первым секретарём Краковского комитета стал хитроумный прагматик Казимеж Барциковский (в скором будущем один из самых влиятельных руководителей ПОРП и ПНР). Барциковский не разделял «либеральных» увлечений Класы, но тоже считал «Кузницу» полезным инструментом партийного влияния в интеллигентской среде. Под его покровительством клуб продолжал действовать в прежнем формате.

### Начало 1980-х
Забастовочное движение 1980, Августовские соглашения, создание независимого профсоюза Солидарность (с сильной организацией в Кракове, особенно среди металлургов Нова-Хуты) изменили приоритеты «Кузницы». На первый план вышли уже не культурные, а политические дискуссии. «Кузница» решительно поддерживала курс «социалистического обновления», заявленный новым руководством ПОРП во главе со Станиславом Каней. В Польшу вернулся Юзеф Класа и занял важный пост заведующего отделом печати, радио и телевидения ЦК. Новый первый секретарь Краковского комитета Кристин Домброва продолжал политику предшественников, включая покровительство «Кузнице». Збигнев Регуцкий некоторое время возглавлял канцелярию секретариата ЦК. Анджей Курц был председателем Краковского горсовета, затем начальником Польского телевидения. После IX чрезвычайного съезда ПОРП членом Политбюро и секретарём ЦК по просвещению стал соучредитель «Кузницы» Хиероним Кубяк. В «Кузнице» разрабатывалась концепция новой культурной политики ПОРП — оставшаяся, однако нереализованной.
Деятели «Кузницы» призывали к демократической реформе ПОРП, диалогу и сотрудничеству с «Солидарностью» (лидер союза металлургов Мечислав Гиль откликался в целом позитивно). Критиковали «окостенение» и догматизм партаппарата, выступали за «избавление партии от консервативно-бюрократических сил». Благодаря авторитету своих членов «Кузница» стала одной из самых влиятельных «горизонтальных структур» — внутрипартийных реформистских групп еврокоммунистического и демосоциалистического толка. «Кузница» выдвигала конкретные предложения по развитию самоуправления Кракова, что тоже способствовало популярности среди горожан. Жёсткая полемика велась со сталинистским «партийным бетоном», особенно группировкой «Реальность». Краковский партаппарат и партийные СМИ, контролируемые Класой, в целом поддерживали «Кузницу». Редактором официоза Gazeta Krakowska был Мацей Шумовский.
Положение изменилось с осени 1981. Партийное руководство во главе с генералом Ярузельским переходило на позиции «бетона». Класа вновь был снят с партийной должности и отправлен послом (теперь в Марокко). Кубяк, Регуцкий и Курц утрачивали влияние. Домброва ужесточал курс сообразно генеральной линии ПОРП. В Кракове возрастало политическое влияние воеводского коменданта милиции полковника Тшибиньского и его заместителя по Службе безопасности полковника Дзяловского, негативно относившихся к «Кузнице».
13 декабря 1981 в Польше было введено военное положение. Власть перешла к Военному совету национального спасения и неформальной «Директории» Ярузельского. В клубе существовали иллюзии единых целей с генералом, но в условиях военного режима прежняя деятельность «Кузницы» продолжаться не могла.
«Кузница» не была сразу распущена. Более того, именно в 1982, при военном положении, начал выходить журнал клуба Zdanie. Но возможностей для политических выступлений не стало. Лидеры «бетона» в «Директории» и Политбюро — секретарь ЦК по идеологии Стефан Ольшовский, секретарь по госбезопасности Мирослав Милевский, публичный рупор консерваторов Альбин Сивак — настаивали на запрете всех подобных организаций. Сменилось руководство краковской парторганизации — первый секретарь Юзеф Гаевич характеризовался как бесцветный представитель «бетона», ответственный за резкий спад интеллектуального потенциала.
III департамент госбезопасности по политическому сыску характеризовал клуб как «интеллектуальный центр, несовместимый с марксизмом». При этом аппарат полковника Вальчиньского, несмотря на известные проблемы с алкоголизмом, весьма компетентно проанализировал идеологические и политические аспекты. Указывалось, что марксизм «Кузницы» опирается на ранние идеи молодого Маркса, а не на теоретическое обоснование «реального социализма» и коммунистического государства. Негативно оценивалась в этой связи деятельность члена Политбюро Кубяка и краковского секретаря Бронека.

## Период Центра: подконтрольная структура (1983—1989)
Объявить о роспуске «Кузницы» стремился импульсивный Сивак, рвавшийся посчитаться за поражения в полемике. Однако Кубяк убедил Ярузельского, что это произведёт обратное впечатление и сам передал коллегам рекомендацию самораспуститься. Соответствующее решение было принято в январе 1983. Характерно, что одновременно прекратилась деятельность «Реальности» — руководство ПОРП проводило «обрезание крыльев», избавляясь от крайних течений.
Но «Кузница» не подверглась полному запрету. Об этом позаботились члены Политбюро и «Директории» Казимеж Барциковский и Мечислав Раковский — они считали целесообразным сохранить хотя бы в урезанном виде структуру притяжения для левой интеллигенции. Формально самостоятельный клуб был переучреждён как Центр культуры Краковская Кузница — официально подчинённый городским властям и подконтрольный парткомитету. О какой-либо оппозиционности не могло быть речи, к протестному движению и подполью «Кузница» отношения не имела, но продолжало издаваться «Zdanie», проводились собрания культурной тематики. Председателем «Кузницы» до своей кончины в 1985 оставался Тадеуш Голуй. В период Центра видную роль играли Тадеуш Квятковский, Анджей Урбаньчик, профессор-филолог Мариан Стемпень, популярный актёр Ян Гюнтнер, искусствовед Игнацы Трыбовский.
Некоторые члены «Кузницы», возмущённые военным положением, порвали с организацией. Другие были ошарашены, поскольку полагали, будто руководство ПОРП оценит усилия клуба по возрождению партии. Однако костяк в целом сохранился — большинство партийных «либералов», типа Кубяка, приняли режим Ярузельского. Ежи Хауснер был при Гаевиче секретарём Краковского комитета ПОРП, Мариан Стемпень входил в состав исполнительного бюро.

## Период Ассоциации: самостоятельная организация (с 1989)
Новая забастовочная волна 1988, переговоры в Магдаленке, Круглый стол и релегализация «Солидарности» кардинально изменили положение в стране. С января 1989 началось воссоздание краковской «Кузницы» на самостоятельной основе. Была учреждена Ассоциация «Кузница» как общенациональная структура с центром в Кракове.
Председательство принял Хиероним Кубяк. Установились открытые связи с видными партийными и государственными руководителями различных периодов — Казимежем Барциковским, Мечиславом Раковским, Юзефом Тейхмой, Анджеем Вербланом, Александром Квасьневским, Влодзимежем Цимошевичем, Гжегожем Колодко и рядом других. Многие из них стали официальными членами «Кузницы». Возобновили членство партийные функционеры Ян Бронек и Анджей Чиж. Мариан Стемпень некоторое время был секретарём ЦК по культуре и просвещению. Хиероним Кубяк входил в состав партийно-правительственной делегации на Круглом столе.
«Кузница» пыталась выдвинуть Хиеронима Кубяка и Анджея Курца на июньских альтернативных выборах 1989. Оба не были избраны, причём против них выступала и «Солидарность», и партаппарат Гаевича (тоже потерпевшего поражение). Социалистические идеи «Кузницы», даже в демократическом прочтении, отторгались теперь подавляющим большинством поляков. Программа демократического компромисса между ПОРП и «Солидарностью», равно как и социально регулируемой экономики, не выглядели реалистичными. Кроме того, «Кузница» настаивала на скрупулёзном выполнении всех соглашений Круглого стола, тогда как многие из них — например, президентство Ярузельского — на фоне решительной победы «Солидарности» стали явно неактуальными.
Анджей Курц отмечал впоследствии, что «Солидарность», особенно её правые силы, действовали по принципу «победитель получает всё». Они не проявили никакого уважения к прежним заслугам «Кузницы» — вплоть до того, что новые власти Кракова отобрали у ассоциации помещения и сняли мемориальную доску Тадеушу Голую. При президентстве Леха Валенсы «Кузница» отождествлялась с наследием ПОРП и на этом основании подвергалась остракизму и агрессии. Независимо от властей ультраправые националисты доходили до угроз физическим насилием и даже нападений на собрания.
Положение изменилось с середины 1990-х, когда у власти находился Союз левых демократов (SLD). Программа «пост-ПОРП» оказалась близка «Кузнице». В этот период, с 1993 по 2001 во главе «Кузницы» стоял энергичный и харизматичный политик Анджей Урбаньчик. Он избрался в сейм, выдвинулся в круг лидеров SLD, организовал взаимодействие с президентом Александром Квасьневским, правительствами Вальдемара Павляка, Юзефа Олексы, Влодзимежа Цимошевича. Анджей Курц был советником президента Квасьневского, Ежи Вятр занимал пост министра просвещения в кабинете Цимошевича, Ежи Хауснер — вице-премьера, министра экономики, министра труда и социальной политики в кабинете Лешека Миллера. Анджей Урбаньчик и Александр Кравчук были депутатами сейма. Но случайная гибель Урбаньчика во время отдыха на курорте стала сильнейшим политическим ударом по «Кузнице». С середины 2000-х у власти стали чередоваться происходящие из «Солидарности» партии Право и справедливость (PiS) и Гражданская платформа, что исключает участие «Кузницы».
Резко оппозиционно настроена «Кузница» к правоконсервативной PiS. На парламентских и президентских выборах «Кузница» традиционно поддерживает кандидатов SLD. На парламентских выборах 2019 два представителя «Кузницы» — левоориентированный социолог Мацей Гдула и активистка экологизма и феминизма Дарья Госек-Попёлек были избраны от коалиции «Левые»: первый входит в политсилу «Новые левые» (созданную на базе SLD), вторая — в более радикальную партию «Левые вместе».

## Современная структура
По состоянию на 2020 в «Кузнице» состоят около трёхсот человек — левые интеллектуалы, деятели культуры, политические активисты. Ассоциация имеет всепольский статус, располагает филиалами в Варшаве, Сосновце, Тарнуве, Замосци, Новом Сонче, но основная деятельность протекает в Кракове. Издаётся «Zdanie», функционирует «Фонд „Кузница“». Варшавскую организацию длительное время поддерживал Юзеф Класа.
Важной проблемой ветераны «Кузницы» называют смену поколений, привлечение молодёжи. Идеи, с которых начинала «Кузница» 1970—1980-х, хранятся как традиция, но не представляются актуальными. Разрабатываются концепции, сходные с марксистским гуманизмом и культурным марксизмом — при безусловном признании принципов современной демократии.
Основная деятельность «Кузницы» — публичные собрания и дискуссии. Традиционная тема обсуждений — история и перспективы польского левого движения (в широком понимании). Лекции на этих мероприятиях читали такие авторитетные политики и идеологи, как Анджей Верблан, Адам Шафф, Кароль Модзелевский, в дискуссиях участвовали бывшие руководители ПНР и Третьей Речи Посполитой — партийные секретари, президенты, премьеры, министры: Войцех Ярузельский, Станислав Каня, Казимеж Барциковский, Мечислав Раковский, Александр Квасьневский Влодзимеж Цимошевич, Лешек Миллер, Марек Белка, Кшиштоф Козловский, Ежи Урбан и многие другие. При всём многообразии спектра позиций, остаётся заметной связь с традицией ПОРП.
Председателями «Кузницы» последовательно являлись Тадеуш Голуй, Хиероним Кубяк (дважды), Анджей Урбаньчик, Анджей Курц (дважды), Ежи Хауснер, с 2018 — краковский историк левых взглядов Павел Сенковский. Вице-председатель — бухгалтер самоуправления Халина Кривак. Главными редакторами «Zdanie» побывали Збигнев Регуцкий, Мариан Стемпень, Анджей Урбаньчик, Влодзимеж Рыдзевский, Адам Коморовский, Эдвард Чудзиньский, с 2020 — Павел Сенковский. В 2014 был учреждён пост почётного председателя — его занимает Хиероним Кубяк.
Значительная часть польского общества отдаёт должное историческим заслугам «Кузницы» в сохранении национального наследия и в подготовке демократических преобразований. Некоторые деятели времён ПНР, в частности, Юзеф Класа, награждены президентом Квасьневским за участие в «Кузнице».